# Uzbekistán na Letních olympijských hrách 2008
Uzbekistán na Letních olympijských hrách v roce 2008 reprezentovala výprava 56 sportovců (41 mužů a 15 žen) ve 14 sportech.

## Medailisté
| Medaile | Jméno            | Sport                | Soutěž                    |
| ------- | ---------------- | -------------------- | ------------------------- |
| Zlato   | Artur Tajmazov   | Zápas                | muži volný styl do 120 kg |
| Stříbro | Abdulla Tangriev | Judo                 | Muži těžká nad 100 kg     |
| Stříbro | Soslan Tydžyty   | Zápas                | muži volný styl do 74 kg  |
| Bronz   | Anton Fokin      | Sportovní gymnastika | Muži bradla               |
| Bronz   | Rišad Sabirov    | Judo                 | Muži superlehká do 60 kg  |
| Bronz   | Ekaterina Khilko | Skoky na trampolíně  | Ženy                      |